# 伊藤律

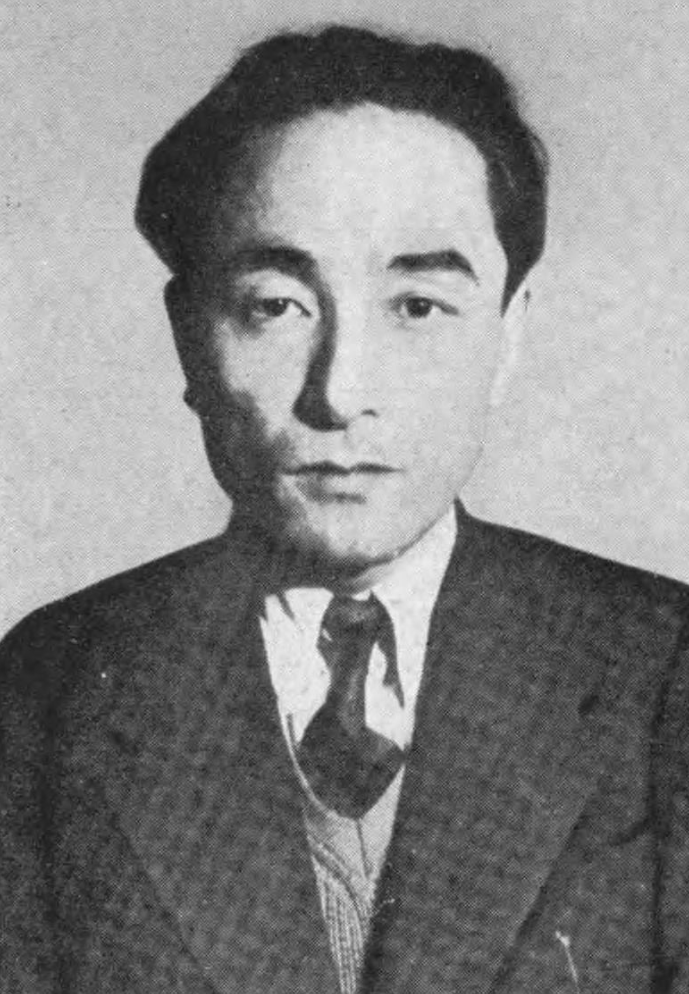
伊藤律

伊藤 律（いとう りつ、1913年6月27日 - 1989年8月7日）は、日本の政治運動家、元日本共産党政治局員。岐阜県土岐郡土岐村市原（現・瑞浪市）出身（広島県生まれ）。幼名は、恵一。中国名は、顧青。

## 生涯

### 共産青年同盟時代まで
父・連次郎の勤務先である広島で生まれた。間もなく父の故郷岐阜県瑞浪に戻る。幼少期から神童の誉れが高かったといわれ、旧制岐阜県立恵那中学校（現・岐阜県立恵那高等学校）4年生修了後、1930年に第一高等学校（現・東京大学教養学部）に入学する（飛び級入学。いわゆる「四修進学」）。同期に後に作家となる杉浦明平がいた。杉浦の後年の回想では、入学の時点で伊藤はすでに社会主義に関心を持ち、1年生から読書会を主催していたという。2年生の1931年初秋に共産青年同盟に加盟し、国際反帝反戦同盟東京委員会印刷局に加入。この頃は昼は学校と家庭教師のアルバイトをこなし、夜に組織の印刷物を作成・配布する生活を送っていた。伊藤は、特別高等警察（特高）によって壊滅した一高の共産青年同盟を再建する任務に当たったが、やがて当局の察知するところとなり、1932年9月に地下に潜行、12月に放校処分を受ける。伊藤は東京城西地区の大学へのオルグ活動を担当する。特に東京商大（現・一橋大学）では「籠城事件」後の学生の盛り上がりに伊藤の活動が加わり、学内の共産青年同盟は60人の規模に伸張した。しかし、1933年2月には特高の検挙で東京商大の組織は壊滅状態となった。
同じ2月に伊藤は共産青年同盟の中央事務局長となり、3月13日に正式に日本共産党に入党した。だが、同年5月16日に検挙され、大崎警察署に検束される。伊藤の共産党入党は三船留吉・今井藤一郎の推薦によるものだったが、この二人は特高のスパイであり、検挙も三船が手引きした結果だった。市谷刑務所・豊多摩刑務所へと移送され、予審が終了した1934年12月25日に保釈された。1935年4月16日、東京地方裁判所で懲役2年執行猶予3年の有罪判決を受ける。この取り調べで転向を表明するが、取り調べた特高の宮下弘はそれを認めずに起訴して検察に送ったと後に述べている。

### 共産党再建活動と再度の検挙
判決後の5月に伊藤は親族の伝手で大阪府堺市にあった三菱鉱業系列の堺化学工業という工場に臨時雇員として就職する。ここで働いたのは5ヶ月間であったが、その間に社外工を組織した。労働の現場に初めて入った伊藤は、親しい知人への手紙で「我々の頭の中で考えていることが如何に抽象的で、一面的で、ある場合には子供っぽくさえあるかを痛感します」「僕は一切の感覚を働かせて、ねばり強い辛抱をもってこの生産点から本当に大切なものを摂取しようと努力しています」と記している。
このあと伊藤は1936年2月に東京帝国大学経済学部助教授の土屋喬雄の研究室で、日本の農業経済史の研究に携わった。この年の7月に最初の結婚。秋、一高同期生の兄で活動家だった長谷川浩と知り合い、翌1937年8月に長谷川と伊藤は共産党の再建活動に入った。二人は人民戦線戦術を採用して、街頭ではなく職場を中心とした活動をおこなう方針を決めた。伊藤は工場などに組織を作る活動をおこなうが、その過程で世田谷区池尻で活動していた文芸サークル「街」に接触した。これはこのサークルに工場労働者が多くいたためで、文芸サークルから労働者組織への転換を指導した。9月、「街」のリーダーだった青柳喜久代（1914年 - 1968年、戦後中野区議会議員）から青柳の叔母（母の妹）に当たる北林トモを「アメリカ帰りのおばさん」として紹介され、名前を知らないまま二度会っている。伊藤は長谷川と相談し、北林は言動などから諜報組織に所属しているかもしれず、運動にマイナスになるという理由で手を切った。
1938年、全国購買組合東京支所に就職し、全国の農村調査をおこなった。土屋喬雄の下での研究と合わせて養われた伊藤の農業への造詣は、のちの経歴に生かされることになる。1939年8月に南満州鉄道に入社。東京支社調査室嘱託となり、前職の経歴を買われて農村事情の調査をおこない、社内誌に論文を発表している。しかし、以前に伊藤がオルグした東京商大のOB・学生による社会主義運動のグループが摘発され、彼らと面識のあった伊藤も同年11月11日に再度検挙を受けることとなった。この検挙は特高の宮下弘が放ったスパイによるものだった。

### 終戦まで
検挙された伊藤は商大グループとの関係を否定し続けたまま年を越し、その間に肺浸潤に罹患した。だが、1940年6月に拷問とともに「本筋を言え！長谷川らはどうした」と迫られ、他の仲間にも検挙の手が及んだことを悟り、供述に応じることとなった。同時期に検挙された「街」グループについても尋問を受けたが、すでにこのグループが1937年11月に一度検挙後、不起訴で釈放されていたため「供述は気楽であった」と後年回想している。伊藤は彼らから紹介されたのは誰かという訊問の中で、青柳喜久代から「アメリカ帰りのおばさん」を紹介されて二度会ったと気軽に供述したという。警察に提出する手記を書いた後の8月、警察医の診断により、「長谷川の取り調べが終わるまで」という条件で拘留一時停止となり、9月末に満鉄に復職する。伊藤は以前に執筆した論文で同じ満鉄調査室嘱託だった尾崎秀実から評価を得ていたが、復職後は出身地が近いこともあって家族ぐるみでの親交を深めることになった。12月、すでに内縁の関係にあった松本キミとの婚姻届を出す。伊藤は満鉄の社内誌に農業問題に関する論文を相次いで発表した。
1941年9月29日、久松警察署に身柄を拘束される。これは長谷川浩らの調査が終了して書類送検の段階に達したためで、上記の通り予定されていたものだった。送検調書を取られ、通常なら起訴・拘置所に送致となるはずが、1ヶ月近く留め置かれる。伊藤の回想では、10月18日（尾崎秀実はその数日前にゾルゲ事件の容疑で逮捕されていた）に特高の刑事から「おまえはソ連のスパイではないか、よくもだましたな」と拷問を受け、そこで初めて尾崎秀実の逮捕容疑を知らされる。その2日後、刑事から「アメリカ帰りのおばさん」の名前が北林トモであること、北林が宮城与徳と連絡があり、宮城から尾崎秀実やリヒャルト・ゾルゲの名前が出たことを知らされ、尾崎秀実や北林との関係についての補足手記を書くように求められた。伊藤にとって隠すことではなかったためその事実を記したところ、特高側から「（前年に書いた本文と）手記の日付がバラバラでは具合が悪いので、本文同様に1940年7月末に統一しておけ」と言われる。伊藤はスパイ容疑による尾崎秀実の逮捕という事態に動揺していたため、これに従ったという。
1942年6月4日に予審が終了し、東京地裁の公判に回される。6月28日、約9ヶ月ぶりに保釈された。12月に一審判決（懲役4年、未決通算260日）を受けたが、下獄をできるだけのばすため長谷川とともに上告し、1943年11月に再審判決で懲役3年未決通算260日となる。懲役が1年短くなったのは、1審判事のミスで「執行猶予中の再犯」と認定されていたものが、実は僅かな差で執行猶予期間外であったことが判明したためである。同年12月から巣鴨拘置所に服役し、翌年春に豊多摩刑務所に移されて終戦を迎える。この間、1943年8月1日には公判被告にもかかわらず召集令状が届き、取り消しとなる珍事もあった。巣鴨時代には死刑判決を受けた尾崎秀実ともわずかながら話をする機会があったが、そのやせ衰えた姿に胸を痛めたという。伊藤は入獄前に尾崎秀実の家族に見舞いを送るなど、厳しい情勢の中でも親交を続けていた。一方、拘置所・刑務所内では図書夫雑役という仕事に就き、他の思想犯の収監者には「管理者側に立っている」と批判的な目で見る者もいた。このことが戦後、伊藤の人物評価に不利な状況を生んだという指摘が石堂清倫や渡部富哉からなされている。

### 共産党幹部から潜行へ

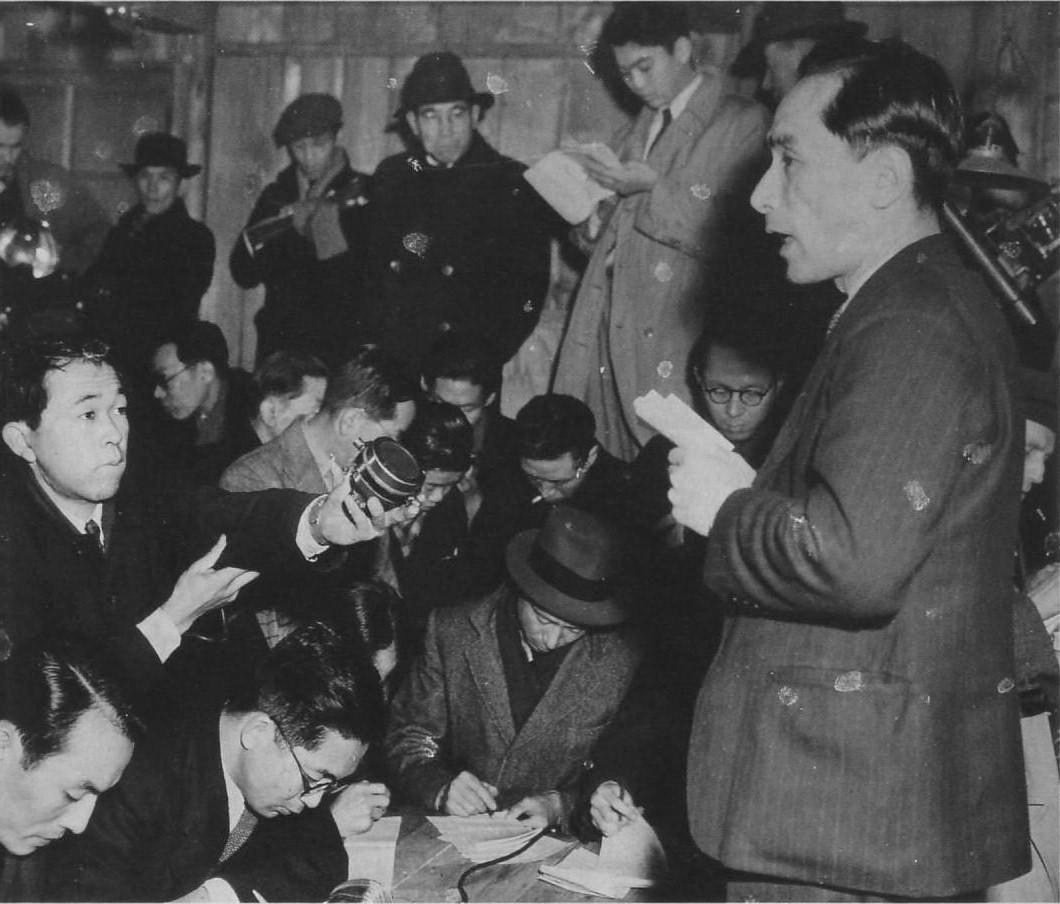
野坂参三理論の欠陥を認める所感を発表する伊藤律（1950年1月12日）

1945年8月26日に仮出獄。これは政治犯のうち、刑期が近く終わるような者から少しずつ釈放していたことによる。10月4日にGHQの「人権指令」によって政治犯が全面的に釈放され、共産党再建の動きが始まるといち早く入党した。伊藤は得意の農民運動を中心に活動し、その状況を書記長の徳田球一に報告していた。1946年2月の第五回党大会で、党中央委員・書記局員に、5月には政治局員に就任する。1946年の第22回衆議院議員総選挙と1947年の第23回衆議院議員総選挙に東京7区から立候補するが、いずれも落選した。伊藤は徳田の片腕として党の重職を担った。
1949年2月、アメリカ陸軍省はゾルゲ事件に関する報告（コーネル報告、またウィロビー報告とも）を発表し、日本の新聞にも転載された。この中で「伊藤が北林トモの名を供述したことが事件発覚の発端である」という説が唱えられた。このとき共産党側は志賀義雄が「この噂については1946年3月に厳密に調査をすすめた結果、当時の特高が謀略と行賞のためにおこなった作文で、北林と伊藤には組織上の連絡はない」という趣旨の談話を発表している。
1950年、コミンフォルムの批判により党が分裂状態になると、徳田に近かった伊藤は所感派に属した。伊藤は対立する国際派の非難にさらされた。当時の伊藤にはウィロビー報告での「告発」に加え、戦時中に亡命や非転向での闘争経験なく幹部となったことへの羨望や嫉妬、さらに女性問題など、攻撃の材料には事欠かなかったためである。所感派内部にも伊藤をスパイとみる者がいた。
6月にGHQの公職追放と7月に団体等規正令の出頭命令を拒否した団規令事件により政府から逮捕状が出されたことを機に地下に潜行した。同年10月に徳田球一が中華人民共和国に去って「北京機関」を組織した後、徳田が全体方針立案、国内は志田重男・椎野悦朗と伊藤の三者合意を中心とした指導体制となる。このときすでに徳田は「安静にして余命4年」という状況（幹部以外には秘匿された）で、ほどなく徳田の後継をめぐる争いに伊藤も巻き込まれることとなった。
この間日本国内では死亡説、外国亡命説など諸説が流れた。9月27日、朝日新聞が「宝塚市の山中で伊藤と接触した」という架空の記事を載せた（伊藤律会見報道事件）が、9月30日に同新聞の神戸支局員による捏造であることが判明した。
1951年には北京機関内部での対立が波及し、7月には徳田の自己批判に続いて伊藤も自己批判をおこなう。伊藤は後年、志田重男とその側近からはあからさまな批判や妨害を受けたと長谷川浩への手紙で述べている。武装闘争路線の新綱領を採択した10月の第5回全国協議会でも伊藤は非難された。このあと、中国に密航し徳田、野坂参三、西沢隆二らのいた北京機関に合流する。この中国行きは表向きは「徳田からの招請」として伝えられた。伊藤は党内情勢から、行けば逮捕・投獄される懸念も抱いたが、最後は党を信じる形で同意した。「人民艦隊」と呼ばれた漁船で日本海を渡った伊藤は北京に到着し、翌1952年5月1日より開始された日本向けの地下放送・自由日本放送の指導にあたった。中国では「顧青」という中国名を名乗った。

### 中国での共産党除名と投獄
伊藤の回想によると、北京機関では国際派への妥協を唱える野坂・西沢と徳田の間に溝ができており、さらに中国共産党の内部問題も絡んで複雑な状況となっていた。1952年になると徳田の病状は悪化、9月末からは入院し、やがて意識不明となった。12月、伊藤が懸念していた通り、野坂参三は「スターリンの指令」という名目で隔離審査の対象とすることを伊藤に告げ、伊藤は軟禁された。1953年10月に徳田は死去。この間、西沢と野坂によって伊藤を「スパイ」として除名する決定がなされた。この決定は帰国した藤井冠次（元NHK報道部員・放送単一労組書記長で自由日本放送に従事）によって日本に伝えられ、9月15日付の「アカハタ」に伊藤の処分に関する中央委員声明が掲載された。伊藤はその3ヶ月後に北京でこの「アカハタ」を見せられる。伊藤はその内容を否認し、決定を拒絶したが、監獄に身柄を移された。
隔離審査以後、野坂ら党の幹部は伊藤に「スパイ」と認めれば復帰させると迫ったが、伊藤はこれに応じなかった。1955年7月、日本共産党は第6回全国協議会で伊藤の除名を再確認し、9月15日の「アカハタ」に「伊藤律について」と題する中央委員会幹部会の発表を掲載した。ここでも伊藤はスパイとしての罪状を列挙されたが、その内容は2年前の中央委員声明とは大きく異なっていた。1953年の声明では主に戦後の党指導が列挙され、ゾルゲ事件などには全く触れていなかったのに対し、この発表ではゾルゲ事件の内容が中心となり、横浜事件にも関与したなど、大部分が終戦前のものとなっていた。これについて、渡部富哉は「実際のところは日中両党の間を割いたということが理由になっていた」という関係者の証言も踏まえ、処分を決めて後から口実をつけたと推論している。日本共産党の幹部は1955年の袴田里見を最後に伊藤に面会に来なくなった。1958年の第7回党大会でも伊藤の除名が改めて確認された。伊藤は1959年に野坂ら日本共産党の代表団が訪中した際に面会を申し込んだが、拒否された。1955年以後消息不明となり、野坂らが死亡説を流したこともあって定着した。伊藤に対する逮捕状は1957年7月に国外に出たという事情がない限り公訴時効が成立したとして、治安当局は逮捕状の切り替えを請求しないことで伊藤に対する捜査を打ち切り、1960年に治安当局は様々な情報収集から「伊藤律は中共で健在」と分析結果を公表した。1970年6月に日本の公安調査庁は中国で死亡したとの情報により、伊藤に関する情報収集を打ち切った。伊藤は1960年に秦城監獄に移送され、文化大革命中は軍隊の占領下で迫害を受けた。この間、伊藤は健康を悪化させ、右目と右耳がまったくきかなくなり、腎不全に罹患した。
伊藤の投獄について、中国の関係者は「伊藤を隔離審査するという日本共産党の依頼に基づいておこなったもので、中国共産党は関与していない」としており、伊藤もそのような説明を受けている。伊藤は獄中にいる間、ずっと「三号」と呼ばれており、中国側から被疑者・被告人として名前を呼ばれることも罪名を告げられたり裁判にかけられることもなかった。これに対して日本共産党側は、伊藤の帰国直後に野坂参三が「除名した伊藤の身柄を中国側に引き渡しただけで投獄には関知していない」と主張。野坂が除名となったのち、北京機関が存在した当時に日本との窓口を務めた趙安博が1998年の回想で「野坂や袴田から伊藤を殺すよう依頼された」と明らかにした際には機関誌『前衛』において「除名後の伊藤の状況を知っていたのは野坂と袴田だけで、二人はそれを党に隠していた」という理由で「党は関知しなかった」としており、現在も関与を認めていない（なお、1998年の機関誌『前衛』の「野坂と袴田は除名後の伊藤の状況を党に隠していた」との見解が出た際に、野坂は1993年に、袴田は1990年にそれぞれ死亡しており、二人は共産党の見解に反論ができなかった）。

### 帰国と晩年
文化大革命終了後の1979年、中国は喬石の決断で伊藤の釈放を決定し、12月に伊藤は病院に移された。翌1980年3月に退院後、6月には妻へ手紙を送った。7月31日に時事通信が伊藤の健在を伝え、8月23日、中国政府は伊藤が中国で生存していることを公式に発表、9月3日に29年ぶりに帰国した。帰国時は伊藤は67歳で車椅子に乗っていた。
日本政府は帰国した伊藤の刑事訴追について「1950年7月に団体等規正令に基づく出頭命令に応じなかったことにより団体等規正令違反容疑で逮捕状が発せられていたが、1952年の平和条約発効後に犯罪後の法令により刑が廃止されたときに当たるとする最高裁判例が確立しているため、団体等規正令違反容疑で処罰できない。また、法律の定める手続を経ないで出国していることが認められるが、出入国管理令は1951年11月1日に施行をされており、それ以前は連合国最高司令官覚書や昭和25年政令第325号が密出国を規制していたが、1951年12月1日に廃止されているため、1951年10月31日以前の密出国は犯罪後の法令により刑が廃止されたときに当たり処罰できない。そのため、1951年11月1日以降の密出国であれば処罰できるが、1951年10月31日以前の密出国では処罰できず、伊藤の密出国が1951年11月1日以降という証拠がないため処罰できない」と答弁し、刑事訴追は行われなかった。
帰国後、かつての同志だった小松雄一郎に「獄中27年の記録」を語り、これをもとに朝日新聞は1980年12月に山本博記者による「故国の土を踏みて」という証言録を掲載した。さらにこれに加筆したものが『週刊朝日』にも連載されて『伊藤律の証言』として出版された（ただし伊藤自身はその公表の過程を納得せず認めなかった）。こうした伊藤側の発言に対し、日本共産党は生存が伝えられた直後から「1955年の除名処分は正しく、伊藤はスパイである」という従来からの主張を「赤旗」などで繰り返したが、その証拠については明示しなかった。
帰国後、伊藤は自らが不在の間に尾崎秀樹や川合貞吉によって広められた「ゾルゲ事件発覚の発端・警察のスパイ」という言説を目にして彼らへの憤りを覚えた。当時の書簡では尾崎秀樹を「伊藤をスパイにせねば飯が食えず、せっかく売り出した面子がなくなる作家が今でも何人かいる。その大なる者が秀樹です」「尾崎（秀実）さんに対する私の心境や評価を秀樹君に語ってもムダです。わかる筈のない人で、ただ原稿稼ぎのネタにされるだけ」と痛烈に批判している。
伊藤の除名処分を日本に伝えた藤井冠次は、伊藤の帰国直後に『伊藤律と北京・徳田機関』（三一書房）という北京機関の内幕を「暴露」した本を刊行した。しかし、この本の多くの部分は野坂参三からの聞き取りや自らの伝聞に基づく内容をさも自らが直接体験した事実であるかのように記したものであった。生存・帰国の事実を知り、自らは処分の決定者ではないが「一部始終に立ち会った証人として」伊藤の処分が不当・過酷で納得できないと思うようになり、自分も加害者になるのではないかという悩みにとらわれて病に倒れた。藤井は、伊藤の生還を知りながら弁明を聞かずに本を出したことも含めた反省の書簡を伊藤に送り、その後伊藤との間で手紙が交わされた。伊藤は藤井の本について「本人の弁明を無視したのは、ジャーナリズムの初歩原則にも反する」「本人の弁明・反論を許さない（党の）細胞会議の話は事実でも話自体の証拠能力は不十分」と批判する一方、藤井個人は「党中央の命に忠実に動いただけで自責の念にかられるには及ばない」とし、「西沢隆二の話をその通り伝え、今も信じている貴兄に勿論責任はなく、その犠牲者・被害者です。私は貴兄に同情を禁じ得ない」とその立場を思いやった。藤井はその後、『伊藤律と北京・徳田機関』が野坂参三の謀略にのせられたことへの謝罪と訂正の意を込め、北京での真実を綴った『遠い稲妻 伊藤律事件』（驢馬出版、1986年）を限定版で出版した。
伊藤は『徳田球一全集』（五月書房、1985年 - 1986年）の編集にも協力し、第四巻では志賀義雄に代わって解説文を書いた。1981年からは自らの手で中国時代の回想録を執筆した（死後の1993年、『文藝春秋』に「日本のユダと呼ばれた男」として3回に分けて掲載後、『伊藤律回想録』として刊行）。1988年にはゾルゲ事件と自らとの関わりを記した「ゾルゲ事件について」を記している（没後、『偽りの烙印』に掲載）。社会への関心は失わず、高尾山への首都圏中央連絡自動車道建設反対運動にも参加していた。1989年8月7日、腎不全のため死去（76歳）。亡くなる4日前には見舞客に対し「中国の民主化運動をどう思うか」と語っていたという。

## 「ゾルゲ事件発覚の端緒」説について
戦後の長期間にわたって「1940年7月に伊藤が警察の取調べにおいて北林トモの名前を明かしたことから北林が逮捕され、その北林の供述によって宮城与徳が検挙されてゾルゲ事件の発覚につながった」という説が唱えられ、一時は定説化していた。
この説が最初に出てくるのは1942年8月の『特高月報』である。この号には同年5月に報道機関に公表されたゾルゲ事件についての報告が掲載されたが、その中に上記の経緯が記された。しかし、『特高月報』は特高内部でも限られた者しか見ることができない内部文書で、この時点ではこの説は広く伝えられたわけではない。だが、その情報は刑事・司法関係者から少しずつ事件関係者に伝わっていた。横浜事件の際に訊問を受けた風見章は検事から「伊藤が尾崎を売った」といった話を聞かされており、伊藤が収監前に風見に会ったときには「本当に尾崎を売ったのか」と詰問されたと回想している。なお、当時の情勢であれば格好の共産党攻撃の材料となるはずのこの説が事件公表時に明らかにされなかった点について、伊藤が近く保釈となって過去の新聞を目にすることを特高は考慮したのではないかと渡部富哉は推論している。
終戦後の1945年10月に、日本共産党の関係者が戦時中に押収された文書や党関係の資料を警視庁から持ち出した際、伊藤を取り調べた特高刑事の伊藤猛虎について、ゾルゲ事件検挙による内務大臣功労賞授与を諮った稟議書が含まれており、その中に「伊藤律に（発覚の）発端となる供述をなさしめたことをもって褒賞を申請する」という一節があった。これを受けて共産党がおこなった調査が1951年の志賀義雄談話の内容にあたる。つまり、この時点では共産党は伊藤と事件の関係を否定していた。
赤狩りの中で1951年にウィロビー報告が発表される。このときも共産党は志賀談話によって否定し、幹部が北京に渡った後も徳田は訪ソの際にソ連共産党に経緯を説明して、伊藤には問題がないことで了解を得ていた。しかし、共産党が徳田の死後に、ゾルゲ事件を主な罪状として伊藤を除名したことでこれを否定する者がほとんどいなくなった。のちには、上記の特高の功労賞稟議書には伊藤が自筆した供述書も添付されていたという話も加えられた。
一方、日本では尾崎秀実の異母弟である尾崎秀樹や、事件で実刑を受けた川合貞吉らが1948年に「ゾルゲ事件真相究明会」を発足させる。川合は伊藤が発覚の端緒であることを支持し、それを補強する証言をおこなった。「事件の当事者」である川合の発言はそれなりの重みを持って受け止められ、尾崎秀樹も特高警察資料やウィロビー報告と川合の証言に依拠する形で伊藤を「ユダ」として告発する研究書を刊行した。1960年代に『日本の黒い霧』で事件を取り上げた松本清張もこの説を採用し、伊藤不在の状態で「定説」化していった。尾崎秀樹は伊藤の帰国後もその態度を変えなかった。
1978年、東京大学助教授だった伊藤隆が、伊藤を取り調べた元特高警察の宮下弘にインタビューをおこない、「最初の逮捕時に伊藤は共産党員であることも認めようとはせず、転向を口にはしたが本気には見えなかった。スパイではない。釈放後にも会ったが特に情報はくれなかった」「2度目の逮捕の際に偽装転向で赦免させる腹で、『知り合いの女性がアメリカの手先だ』という言質を得た。結果的にその女性（北林トモ）がアメリカ共産党とつながりがあることがわかったが、伊藤はゾルゲ事件に関係していないと思う」という証言を得たことが報じられたが、定説を覆すには至らなかった。
伊藤の没後に、晩年の伊藤が執筆した手記を読んだ渡部富哉は、1990年代初めに事実関係の確認をおこなった。その結果、次のような点が明らかになった。
- 『特高月報』で「伊藤の供述」に触れた箇所では「某女（北林トモ、五十六歳）」と、その時点で供述したとすれば不自然な記載（あえて「某女」とする必要がない、1940年当時の北林の年齢（数え年）より1歳多い）がなされている[61]。
- 当時特高課長だった中村絹次郎（山村八郎）は、戦後の著書『ソ連はすべてを知っていた』（紅林社、1946年）で「伊藤の供述から渋谷にあった北林の自宅を監視し、交番の巡査を装って接触した」と記しているが、北林は1939年12月には夫の郷里である和歌山県粉河町（現・紀の川市）に転居しており、「1940年7月に伊藤が供述した」あとに渋谷の家で北林を監視・接触することは不可能である[62]。
- 警視庁の特高からの依頼により、粉河で北林夫妻の監視に当たった和歌山県警特高の刑事は、監視を始めたのは「1940年初春から」であると証言した[63]。
- 事件を担当した検事の玉沢光三郎や、特高関係者の情報を得た山本勝之助は「北林の名前は青柳喜久代の供述によって出てきた」と記している[64]。事件担当検事の吉河光貞も戦後これを認める発言をし、思想部次長検事だった井本台吉は座談会で「伊藤律なんか殆ど関係ないよ。あれを伊藤律が全部ばらしたようにしちゃったんだね」と述べている[65]。
- 1945年に伊藤猛虎の功労賞稟議書を回収した関係者で現存していた人物は、いずれも稟議書に伊藤の供述書はついていなかったと証言した[66]。また伊藤猛虎はゾルゲ事件で功労賞を受けていない[67]。

これにより、「伊藤の供述」以前に警察が北林トモの監視をおこなっていたこと、北林の名前は伊藤以前に警察に伝わっていたことが明らかになった。伊藤猛虎の稟議書が賞を受けるための作文で、自筆供述書もなかった可能性が高まった。
渡部はさらに、尾崎秀樹や川合貞吉、松本清張らが「伊藤が警察のスパイである傍証」として挙げた点についても検証した。
- 「伊藤は北林から東京で特徴を持った立地の家探しを頼まれ、そのことを警察に供述した」

→北林は伊藤と接触する以前から渋谷に住んでおり、尾崎秀樹らが書いているような立地条件とも合致しない。
- 「尾崎秀実の家で家政婦が交代することになった際、密偵として家政婦を紹介しようとした」

→川合貞吉の証言通りなら時期は1941年8月以降だが、特高側ではすでに検挙の準備が進み、伊藤は再拘留が目前の時期である。家政婦が交代した話も裏付けられない。
- 「1941年の伊藤の拘留が北林逮捕の翌日なのは偶然とは思えない」

→上記の通り伊藤が再度拘留されることは事前に決まっていた。むしろ特高側が北林の逮捕を作為的に伊藤の拘留日近くに設定した疑いがある。
渡部はこれらを総合して、「伊藤の供述が端緒である」という説は特高側が事件の発覚経緯を隠すために作為的に仕組んだ「罠」であると結論付けた。また、尾崎秀樹の著書では青木喜久代や北林に関する事実検証がずさんであることや、明確な根拠を示さずに伊藤を「スパイ」と決めつけている記述が散見されることを指摘し、「何の根拠も裏づけもない、妄想の所産といってもいいほどのもの」と強く非難した。同じ親族でも、尾崎秀実の妻は伊藤が共産党を除名された後も伊藤端緒説やスパイ説に同意せず、尾崎秀樹とは対立した立場にいた。
渡部は1992年に尾崎秀樹と公開討論をおこない、自身を含む有志で結成した「伊藤律の名誉回復を求める会」が「伊藤スパイ説」の撤回を申し入れたりしたが、尾崎秀樹は亡くなるまでこれに応じなかった。
その後、加藤哲郎が新たに公開されたアメリカ陸軍諜報部の日本関係文書を2007年に調査した結果、川合貞吉は戦後エージェントとしてウィロビーが率いるGHQ参謀第2部（G2）からゾルゲ事件や共産党の情報提供に対する報酬を受け取っていたことや、ゾルゲ事件を反共宣伝の材料とするウィロビーの意に沿って、共産党幹部だった伊藤を「事件発覚の端緒」とする証言をおこなっていたことが明らかになり、川合の証言に対する信憑性は著しく低下した。文書資料の中で、川合は警護のために接触した警視総監の田中栄一に対して「伊藤律は共産党の裏切り者で、尾崎の絞首刑に責任があり、自分は伊藤律の破滅のために働きたい」と述べたり、共産党や「尾崎・ゾルゲ事件真相究明会」や共産党の「内情」を伊藤をおとしめる形で伝えたと記され、川合が個人的動機で伊藤を誣告していたことも明らかになった。
また、ゾルゲの活動当時モスクワの参謀本部諜報局極東課で暗号電文の翻訳を担当したM.I.シロトキンは戦後の1964年に記した回想録で「伊藤律は『ラムゼイ』（ゾルゲのコードネーム）の諜報網と、何の関係も持っていなかった」と証言している。
これらにより、現在では「ゾルゲ事件発覚の端緒は伊藤の供述だった」という説を支持する見解は、日本の事件研究者の間ではほぼ見られなくなっている。
2013年、伊藤の遺族および渡部富哉が代表を務める「伊藤律の名誉回復する会」が文藝春秋に対して、伊藤をスパイとして記述した松本清張の『日本の黒い霧』の該当話数の出版取りやめを求めていることが報じられた。これを受けて文藝春秋は、『日本の黒い霧』の該当話数に伊藤の証言の引用とスパイ説を否定する文献への参照を促す注釈を、編集部の文責で入れることを決めた。伊藤の遺族は伊藤の帰国当時に日本共産党の党籍があったためにこの件について公に発言できなかったが、党を退いたことで申し入れが可能になったという背景もあった。